# Midar
Midar (en rifeño: ⵎⵉⴹⴰⵔ, en árabe: ميضار‎) es una comuna urbana y municipio al norte de Marruecos. Está ubicada en la Provincia de Driuch en el Rif, al noreste del país. Es conocida por sus llanuras y sus tierras fértiles. Está ubicada a 15 km de Driuch, la capital de la provincia. 
El Aeropuerto Nador-Aroui está a 55 km y el puerto de Beni Ansar a 90 km.

## Posición geográfica
El municipio de Midar está en la región del Rif (noreste de Marruecos), en la provincia de Driuch y es fronteriza a los municipios de Tafersit al norte, Metalsa al este y al sur y Iferni al oeste.
La superficie del municipio de Midar es de 66.46 km².

## Demografía
La zona territorial del municipio de Midar era una región polarizada a la inmigración rural, lo que permitió un crecimiento demográfico y que el municipio de Midar se  convirtiese en un centro urbano.

## Hábitat y urbanismo
El desarrollo demográfico de los habitantes del municipio de Midar está acompañado por un desarrollo de entidad al nivel de la construcción y del urbanismo. Este último está caracterizado por su aspecto moderno sea al nivel de los técnicos o bien de los materiales de construcción utilizada. Para eso, la extensión urbana se ha convertido en una característica que atrae los capitales con el fin de desarrollar el sector económico en la región.
La región se ha convertido en una entidad para los capitales del urbanismo y de construcción de urbanizaciones. El municipio rural de Midar es uno de los escasos municipios de la Provincia de Driuch que disponen de un plan de disposición que organiza y dirige la extensión urbana, con el fin de acompañar el desarrollo demográfico de la región. La creación de las asociaciones es una de las soluciones  eficaces para empujar los habitantes a participar en la ordenación y organización de sus barrios.